# Frammento Ridolfi
Il frammento Ridolfi è un manoscritto attribuito a Amerigo Vespucci. Rispetto alle altre opere del navigatore fiorentino, questo testo ci è giunto incompleto. La data è sconosciuta, ma essendoci riferimenti al suo viaggio del 1501-1502, si stima che sia stata scritta tra settembre e dicembre 1502.
Il manoscritto è stato scoperto e pubblicato per la prima volta nel 1937 dallo storico Roberto Ridolfi.
Il contenuto del testo è di carattere tecnico: rispetto alle sue opere precedenti, l'intento di Vespucci fu quello di replicare ad un contestatore che, avendo letto le sue opere, lo aveva incalzato con domande specifiche di carattere cosmografico ed astronomico.